# Psaume 42 (41)
Pour l’œuvre musicale, voir Psaume 42 (Mendelssohn).

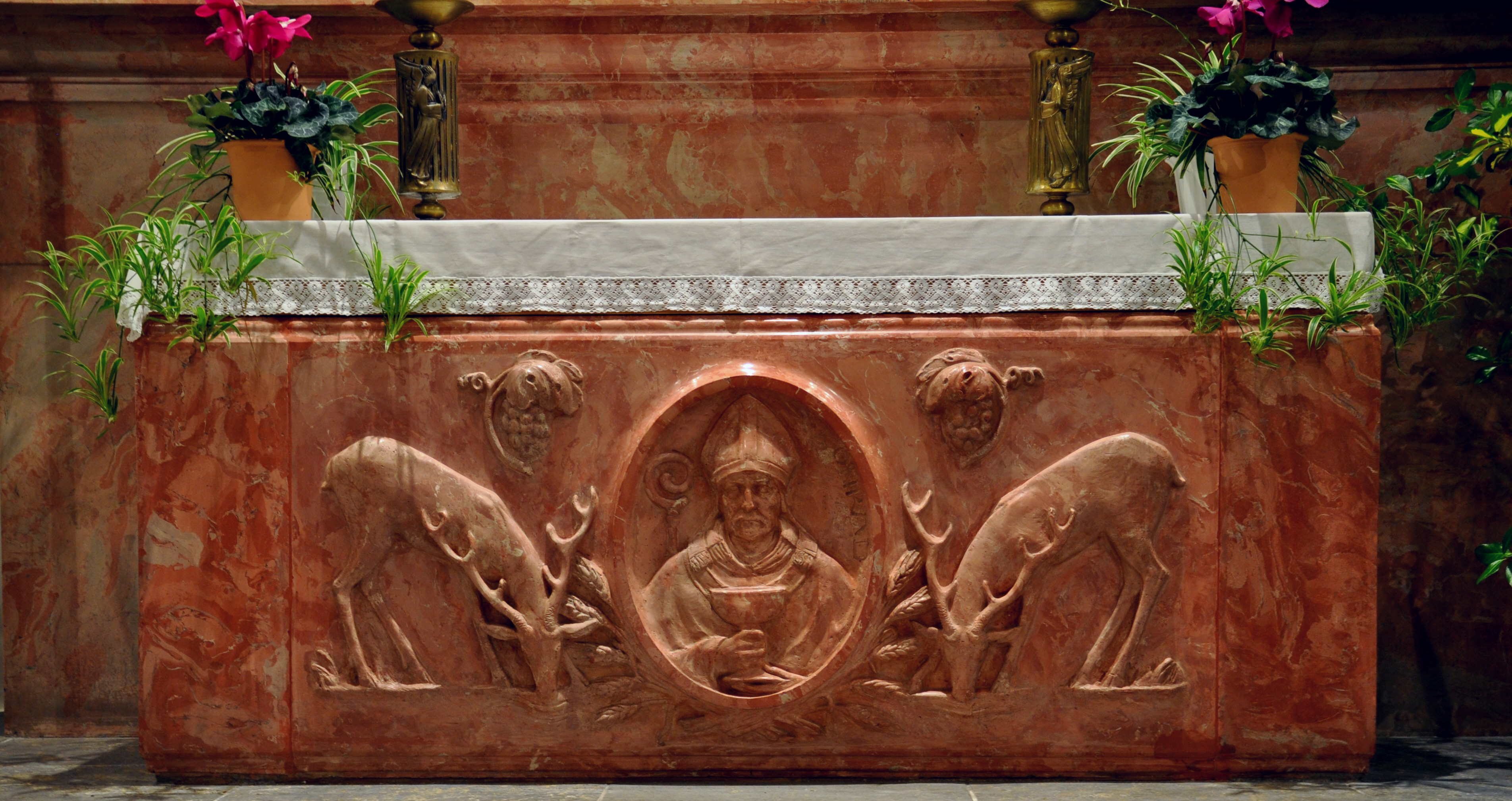
Maître-autel de l'église catholique Sainte-Lucie, à Ostrach, dans le Sud de l'Allemagne, illustrant le premier verset du psaume 42.

Le psaume 42 (41 selon la numérotation grecque), attribué aux fils de Coré, est appelé en latin Sicut cervus, selon le début du premier verset. Il exprime la plainte d'un homme dans la peine.

## Texte
| verset | original hébreu                                                                      | traduction française de Louis Segond | Vulgate latine |
| ------ | ------------------------------------------------------------------------------------ | --- | --- |
| 1      | לַמְנַצֵּחַ, מַשְׂכִּיל לִבְנֵי-קֹרַח                                                                | [Au chef des chantres. Cantique des fils de Koré.] | [In finem in intellectum filiis Core] |
| 2      | כְּאַיָּל, תַּעֲרֹג עַל-אֲפִיקֵי-מָיִם-- כֵּן נַפְשִׁי תַעֲרֹג אֵלֶיךָ אֱלֹהִים                                    | Comme une biche soupire après des courants d’eau, ainsi mon âme soupire après toi, ô Dieu ! | Quemadmodum desiderat cervus ad fontes aquarum ita desiderat anima mea ad te Deus                                                                                        |
| 3      | צָמְאָה נַפְשִׁי, לֵאלֹהִים-- לְאֵל חָי:מָתַי אָבוֹא; וְאֵרָאֶה, פְּנֵי אֱלֹהִים                                | Mon âme a soif de Dieu, du Dieu vivant : Quand irai-je et paraîtrai-je devant la face de Dieu ? | Sitivit anima mea ad Deum fortem; vivum quando veniam et parebo ante faciem Dei                                                                                          |
| 4      | הָיְתָה-לִּי דִמְעָתִי לֶחֶם, יוֹמָם וָלָיְלָה;בֶּאֱמֹר אֵלַי כָּל-הַיּוֹם, אַיֵּה אֱלֹהֶיךָ                            | Mes larmes sont ma nourriture jour et nuit, pendant qu’on me dit sans cesse : Où est ton Dieu ? | Fuerunt mihi lacrimae meae panis die ac nocte dum dicitur mihi cotidie ubi est Deus tuus                                                                                 |
| 5      | אֵלֶּה אֶזְכְּרָה, וְאֶשְׁפְּכָה עָלַי נַפְשִׁי--כִּי אֶעֱבֹר בַּסָּךְ, אֶדַּדֵּם עַד-בֵּית אֱלֹהִים:בְּקוֹל-רִנָּה וְתוֹדָה; הָמוֹן חוֹגֵג | Je me rappelle avec effusion de cœur quand je marchais entouré de la foule, et que je m’avançais à sa tête vers la maison de Dieu, au milieu des cris de joie et des actions de grâces d’une multitude en fête. | Haec recordatus sum et effudi in me animam meam quoniam transibo in loco tabernaculi admirabilis usque ad domum Dei in voce exultationis et confessionis sonus epulantis |
| 6      | מַה-תִּשְׁתּוֹחֲחִי, נַפְשִׁי-- וַתֶּהֱמִי עָלָי:הוֹחִלִי לֵאלֹהִים, כִּי-עוֹד אוֹדֶנּוּ-- יְשׁוּעוֹת פָּנָיו                | Pourquoi t’abats-tu, mon âme, et gémis-tu au dedans de moi ? Espère en Dieu, car je le louerai encore ; il est mon salut et mon Dieu.                                                                           | Quare tristis es anima mea et quare conturbas me spera in Deo quoniam confitebor illi salutare vultus mei                                                                |
| 7      | אֱלֹהַי-- עָלַי, נַפְשִׁי תִשְׁתּוֹחָח:עַל-כֵּן--אֶזְכָּרְךָ, מֵאֶרֶץ יַרְדֵּן; וְחֶרְמוֹנִים, מֵהַר מִצְעָר                  | Mon âme est abattue au dedans de moi : Aussi c’est à toi que je pense, depuis le pays du Jourdain, depuis l’Hermon, depuis la montagne de Mitsear.                                                              | Deus meus ad me ipsum anima mea conturbata est propterea memor ero tui de terra Iordanis et Hermoniim a monte modico                                                     |
| 8      | תְּהוֹם-אֶל-תְּהוֹם קוֹרֵא, לְקוֹל צִנּוֹרֶיךָ;כָּל-מִשְׁבָּרֶיךָ וְגַלֶּיךָ, עָלַי עָבָרוּ                             | Un flot appelle un autre flot au bruit de tes ondées ; toutes tes vagues et tous tes flots passent sur moi. | abyssus ad; abyssum invocat in voce cataractarum tuarum omnia excelsa tua et fluctus tui super me transierunt                                                            |
| 9      | יוֹמָם, יְצַוֶּה יְהוָה חַסְדּוֹ, וּבַלַּיְלָה, שִׁירֹה עִמִּי--תְּפִלָּה, לְאֵל חַיָּי                                | Le jour, l’Éternel m’accordait sa grâce ; la nuit, je chantais ses louanges, j’adressais une prière au Dieu de ma vie.                                                                                          | In die mandavit Dominus misericordiam suam et nocte canticum eius apud me oratio Deo vitae meae                                                                          |
| 10     | אוֹמְרָה, לְאֵל סַלְעִי-- לָמָה שְׁכַחְתָּנִי:לָמָּה-קֹדֵר אֵלֵךְ-- בְּלַחַץ אוֹיֵב                                 | Je dis à Dieu, mon rocher : Pourquoi m’oublies-tu ? Pourquoi dois-je marcher dans la tristesse, sous l’oppression de l’ennemi ?                                                                                 | Dicam Deo susceptor meus es quare oblitus es mei quare contristatus incedo dum adfligit me inimicus                                                                      |
| 11     | בְּרֶצַח, בְּעַצְמוֹתַי-- חֵרְפוּנִי צוֹרְרָי;בְּאָמְרָם אֵלַי כָּל-הַיּוֹם, אַיֵּה אֱלֹהֶיךָ                            | Mes os se brisent quand mes persécuteurs m’outragent, en me disant sans cesse : Où est ton Dieu ? | Dum confringuntur ossa mea exprobraverunt mihi qui tribulant me dum dicunt mihi per singulos dies ubi est Deus tuus                                                      |
| 12     | מַה-תִּשְׁתּוֹחֲחִי, נַפְשִׁי-- וּמַה-תֶּהֱמִי עָלָי:הוֹחִילִי לֵאלֹהִים, כִּי-עוֹד אוֹדֶנּוּ-- יְשׁוּעֹת פָּנַי, וֵאלֹהָי       | Pourquoi t’abats-tu, mon âme, et gémis-tu au dedans de moi ? Espère en Dieu, car je le louerai encore ; il est mon salut et mon Dieu.                                                                           | Quare tristis es anima mea et quare conturbas me spera in Deum quoniam adhuc; confitebor illi salutare vultus mei et; Deus meus                                          |

## Thème du psaume
Le psalmiste vit le malheur d'être loin du temple de Dieu, et ses adversaires voient là une punition divine. Dans son exil si douloureux, il continue à désirer le Dieu lointain. En lui combattent la mélancolie et l'espérance de voir le Dieu vivant. Cette espérance traverse toutes les épreuves qu'il expérimente, soutenue par le rappel d'un passé heureux et dans la proximité de Dieu.

## Usages liturgiques

### Dans le judaïsme
Le psaume 42 est récité le deuxième jour de la fête de souccot.

### Dans le christianisme

#### Chez les catholiques
Selon la distribution effectuée par saint Benoît de Nursie vers 530, ce psaume était traditionnellement exécuté auprès de monastères, à l'office de matines du lundi.
Dans la liturgie des Heures actuelle, le psaume 42 est chanté ou récité aux laudes du lundi de la deuxième semaine.

## Adaptation musicale

### XVesiècle
- Johannes Ockeghem : Requiem (Missa pro defunctis) à 4 voix -Tractus : Sicut cervus

### Réforme protestante:XVIe siècle
- Loys Bourgeois : Ainsi que la biche rée, qui servira de modèle au choral luthérien Freu dich sehr o meine Seele.

### XVIIesiècle

#### France
- Michel-Richard de Lalande : Quemadmodum S45
- Marc-Antoine Charpentier : Quemadmodum desiderat servus H.174 pour 3 voix, 2 dessus instrumentaux, et basse continue (1679 - 80).
- Henri Desmarest : Quemadmodum

#### Allemagne
- Dietrich Buxtehude : Quemadmodum desiderat cervus, BuxWV 92
- Jean-Sébastien Bach :  Ich hatte viel Bekümmernis (BWV 21) Chœur Was betrübst du dich, meine Seele

#### Italie
- Giovanni Pierluigi da Palestrina : Sicut cervus

#### Angleterre
- Georg Friedrich Haendel : As Pants the heart HWV 251d Why so full of grief, o my soul

### XIXesiècle
- Felix Mendelssohn : Psaume 42 (Wie der hirsch schreit)
- Charles Gounod : Sicut cervus

### XXesiècle
- Hugo Distler : Wie der Hirsch schreiet, dans Der Jahrkreis, op. 39.
- Herbert Howells : Like as the Heart.
- John Tavener : Quemadmodum